# New Lisbon (Nowy Jork)
New Lisbon – miasto w Stanach Zjednoczonych, w stanie Nowy Jork, w hrabstwie Otsego.